# Dasyhelea brevicornis
Dasyhelea brevicornis is een muggensoort uit de familie van de knutten (Ceratopogonidae). De wetenschappelijke naam van de soort is voor het eerst geldig gepubliceerd in 1976 door Waugh and Wirth.